# 5038 Overbeek
5038 Overbeek (1948 KF) là một tiểu hành tinh bay qua Sao Hỏa được phát hiện ngày 31 tháng 5 năm 1948 bởi E. L. Johnson ở Johannesburg. Nó được đặt theo tên một nhà thiên văn nghiệp dư Nam Phi Michiel Daniel Overbeek.